# Ji-Paraná Airport
Ji-Paraná Airport (engelska: José Coleto Airport, portugisiska: Aeroporto José Coleto, franska: Aéroport José Coleto) är en flygplats i Brasilien.   Den ligger i kommunen Ji-Paraná och delstaten Rondônia, i den centrala delen av landet, 1 600 km väster om huvudstaden Brasília. Ji-Paraná Airport ligger 181 meter över havet.
Terrängen runt Ji-Paraná Airport är platt. Närmaste större samhälle är Ji-Paraná, 11,6 km väster om Ji-Paraná Airport. 
Omgivningarna runt Ji-Paraná Airport är huvudsakligen savann. Runt Ji-Paraná Airport är det glesbefolkat, med 15 invånare per kvadratkilometer.